# Raduczyce
Raduczyce – wieś w Polsce położona nad rzeką Wartą w województwie łódzkim, w powiecie wieluńskim, w gminie Osjaków.
Wieś kapituły katedralnej gnieźnieńskiej w powiecie wieluńskim województwa sieradzkiego w końcu XVI wieku. W latach 1975–1998 miejscowość należała administracyjnie do województwa sieradzkiego.
Wieś składa się z około 75 zabudowań mieszkalnych, przy czym kilka pełni funkcje typowo letniskowe. W pobliżu wsi znajdują się również niewielkie kompleksy leśne, co zwiększa jej walory rekreacyjne (znajduje się tu m.in. pole namiotowe).